# Bascanichthys cylindricus
Bascanichthys cylindricus är en fiskart som beskrevs av Meek och Hildebrand 1923. Bascanichthys cylindricus ingår i släktet Bascanichthys och familjen Ophichthidae. IUCN kategoriserar arten globalt som livskraftig. Inga underarter finns listade.